# Sarah Hornschuch
Sarah Hornschuch (* 7. August 1998 in Hof) ist eine deutsche Fußballspielerin auf der Position der Torhüterin.

## Karriere

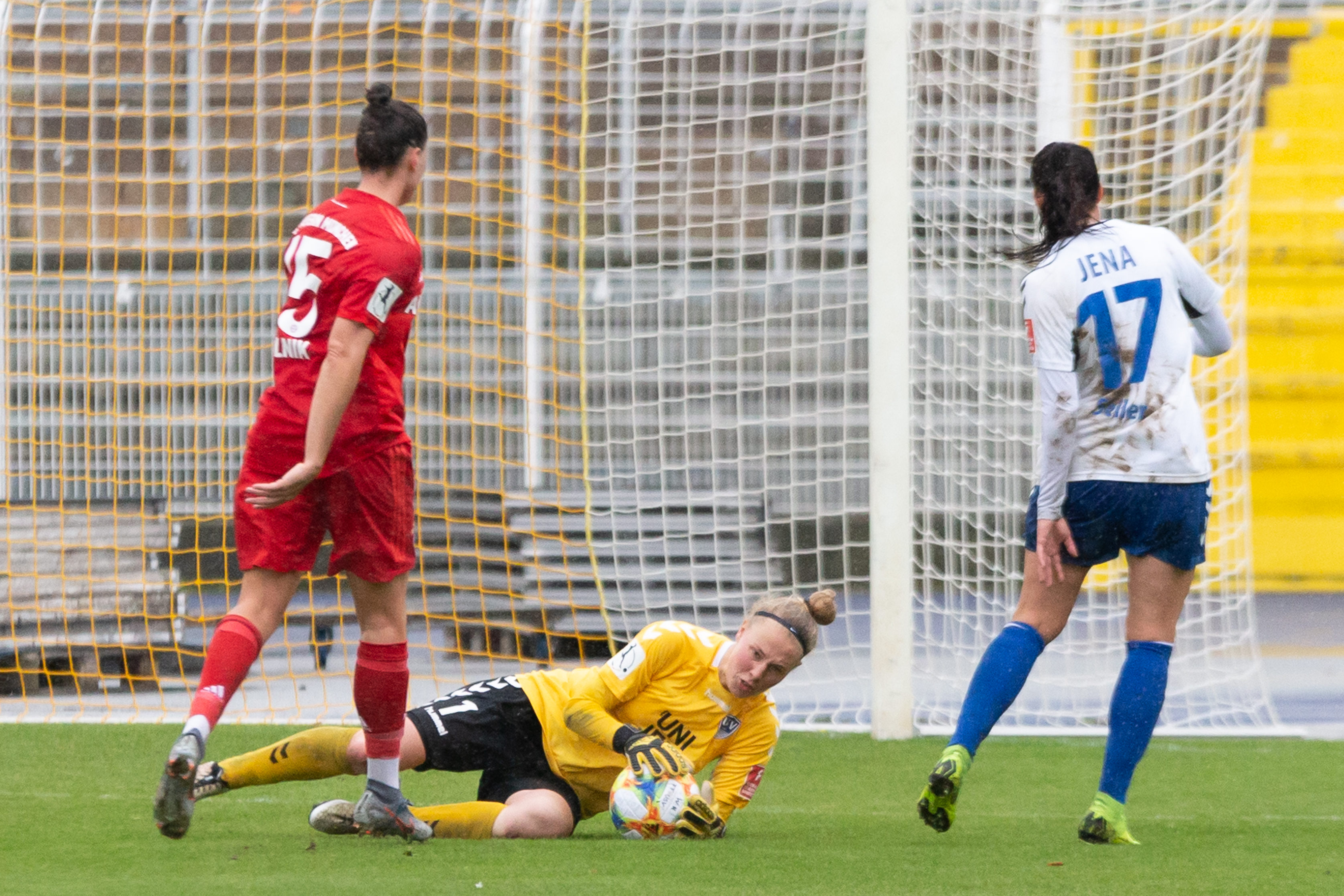
Hornschuch im Tor der Jenaerinnen beim Bundesligaspiel gegen den FC Bayern München (2019)

Hornschuch begann mit dem Fußballspielen beim FC Eintracht Münchberg und dem VfB Moschendorf. 2012 wechselte sie zum 1. FC Lokomotive Leipzig. Zum 1. Juli 2013 verließen alle Frauen- und Mädchenmannschaften den 1. FC Lokomotive Leipzig aufgrund von finanziellen Problemen und wechselten geschlossen zum FFV Leipzig. Diesem Wechsel schloss sich auch Hornschuch an und spielte in der folgenden Saison für den FFV Leipzig. 2014 wechselte sie zum 1. FC Union Berlin, für den sie in der Saison 2014/15 15 Spiele in der B-Juniorinnen-Bundesliga absolvierte. Im Oktober 2015 bestritt Hornschuch zwei Spiele für die Berliner U18-Auswahl. Zur Saison 2015/16 rückte sie in den Kader der ersten Mannschaft von Union Berlin auf. Für die Mannschaft bestritt sie bis 2018 insgesamt 3 DFB-Pokalspiele sowie in der Saison 2016/17 20 Spiele in der 2. Frauen-Bundesliga.
Zur Saison 2018/19 wechselte Hornschuch zum Bundesligaabsteiger FF USV Jena, mit dem ihr der direkte Wiederaufstieg in die Frauen-Bundesliga gelang. Dabei blieb sie in 11 von 26 Spielen ohne Gegentor und verlängerte in der Folge ihren Vertrag um ein Jahr bis Sommer 2020. Für die Saison 2019/20 verpflichtete Jena mit Inga Schuldt eine neue Konkurrentin um den Platz zwischen den Pfosten. Hornschuch blieb zunächst die Nummer 1, wurde jedoch am 11. Spieltag abgelöst und kehrte erst für 16. Spieltag wieder ins Tor zurück. Nach der durch die COVID-19-Pandemie bedingten Pause der Bundesliga stand Schuldt am 17. Spieltag (7. Juni 2020) bei der 0:6-Niederlage gegen den SC Freiburg wieder im Jenaer Tor, Hornschuch wurde in der 83. Minute als Feldspielerin eingewechselt. Nach dem erneuten Abstieg der Jenaerinnen und der Übertragung des Bundesligaspielrechts an den FC Carl Zeiss Jena, stand Hornschuch auch in der Saison 2020/21 im Kader der Jenaerinnen, kam jedoch aufgrund einer Verletzung zu keinem Einsatz mehr und verließ den Verein aufgrund eines studienbedingten Auslandsaufenthalts anschließend.
Zur Saison 2022/23 kehrte Hornschuch zum FC Carl Zeiss Jena zurück, dessen Frauenmannschaft nach einem Jahr in der Bundesliga den direkten Wiederabstieg antreten musste. Für die Jenaerinnen absolvierte sie zwei Ligaspiele sowie das DFB-Pokal Achtelfinale, welches der FC Carl Zeiss Jena mit 4:2 gegen den SC Sand gewinnen konnte. Im Mai 2023 unterzeichnete Hornschuch einen Vertrag beim 1. FC Union Berlin und kehrte zur Saison 2023/24 zurück nach Berlin. Im August 2025 wurde der Vertrag in gegenseitigem Einvernehmen aufgelöst.